# Aithusa (Mutter des Linos)
Aithusa (altgriechisch Αἴθουσα Aíthousa, lateinisch Aethusa) wird in einer Version der griechischen Mythologie als Mutter des Linos und Ahnherrin Homers angeführt.
Das byzantinische Lexikon Suda zitiert unter dem Stichwort Homer den Historiker Charax mit folgender genealogischer Herleitung:

„Aethusa die Thrakerin war die Mutter des Linos, des Vaters des Pieros, des Vaters des Oiagros, des Vaters des Orpheus, des Vaters des Dres, des Vaters des Euklees, des Vaters des Idmonides, des Vaters des Philoterpes, des Vaters des Euphemos, des Vaters des Epiphrades, des Vaters des Melanopus, des Vaters des Apelles, des Vaters des Maion; dieser kam zur selben Zeit nach Smyrna wie die Amazonen, heiratete Eumetis, die Tochter des Euepes, des Sohns des Mnesigenes, und zeugte Homer.“

Die Ahnenreihe erklärt sich dadurch, dass man höhere Poesie generell von den Thrakern ableitete und durch eine Reihe erfundener Vatersnamen enorme Zeitspannen andeuten wollte.
Laut einer von Pausanias und der Bibliotheke des Apollodor kolportierten Version war eine Aithusa die Tochter des Poseidon und der Alkyone, eine Geliebte Apollons und Mutter des Eleuther. Ob es sich dabei um dieselbe Person handeln soll, ist unklar.